# Die Musterknaben 2
Die Musterknaben 2 ist eine für das ZDF produzierte deutsche Kriminalkomödie des Regisseurs Ralf Huettner aus dem Jahr 1998. Es handelt sich dabei um den zweiten Film der dreiteiligen gleichnamigen Filmreihe mit Jürgen Tarrach und Oliver Korittke in den Hauptrollen.

## Handlung
Docker und Dretzke, Kriminalhauptkommissare der Rauschgiftfahndung des LKA Düsseldorf, sind diesmal dem britischen Popsänger Phil Collins, der gerade während seiner Deutschlandtournee Halt in Köln macht, auf der Fährte. Er soll ein Kölner Edel-Bordell aufsuchen, um seine Lust zu befriedigen. 
Um sich Zugang zum Bordell zu verschaffen, gibt die Journalistin Heike Rosenfeld vor, eine Reportage machen zu wollen und begleitet die Polizisten mehrere Tage. Dabei macht sie Docker und Dretzke Avancen, die prompt zu eifersüchtigen Konkurrenten um die Gunst der Reporterin werden und wickelt sie um den Finger. Dockers und Dretzkes Versuche, sich als souveräne Großstadtkommissare aufzuspielen, enden im Chaos. 
Es gelingt ihr, mit Hilfe von Docker und Dretzke in das Etablissement zu gelangen und Fotos zu machen. Als sie entdeckt wird, wird ihr die Kamera abgenommen.
Den Film entnimmt jedoch bei Docker und ersetzt ihn durch einen anderen. Ein Anwalt der Plattenfirma kommt vorbei und gibt sich mit dem durch Entrollen vernichteten Film zufrieden. Docker lässt die Bilder entwickeln.
Im Schlaf träumt Docker von einer Show von Harald Schmidt, in der er zu Gast ist, um sein Buch "Dümmer als die Polizei erlaubt" vorzustellen.
Rosenfeld fällt schließlich auf, dass der vernichtete Film nicht der ursprüngliche ist und versucht, das Original zu bekommen, in dem sie an Docker und Dretzke heranmacht. Dretzke fährt zu Docker und sie verbrennen den Film. 
Am nächsten Tag verlangt ihr Vorgesetzter, Linseisen, von ihnen die Fotos, nachdem er von Rosenfeld instrumentalisiert wurde. Daher stellen sie die Fotos selbst nach und fotografieren sich dabei.
Am Folgetag übergeben sie die Bilder Linseisen und werden zur Strafe vorübergehend in den Straßendienst strafversetzt.
Zufällig sehen sie, wie sich der Freund Rosenfelds von Linseisen verabschiedet und Fotos abgeholt hat. Sie nehmen die Verfolgung auf. Auf einer Brücke halten Rosenfeld und ihr Freund an, als es zu einem Streit wegen der gefälschten Fotos kommt. Docker und Dretzke nehmen die beiden fest.
Am Ende erhalten sie eine Meldung, dass ein Hochstapler sich mehrmals an verschiedenen Orten als Phil Collins ausgegeben und Zechen geprellt hat.

## Produktionsnotizen
Die Musterknaben 2 wurde von Dieter Ulrich Aselmann durch die neue deutsche Filmgesellschaft produziert. Die Erstausstrahlung fand am 15. März 1999 zur Hauptsendezeit im ZDF statt.

## Kritik
Für die Redaktion vom film-dienst war Die Musterknaben 2 eine „Fürs Fernsehen produzierte Kriminalkomödie, die wie ihr Kino-Vorgänger (‚Die Musterknaben‘, 1997) auf Verwechslung und Verwirrung aufbaut. Unterhaltsam durch die beiden Hauptdarsteller, freilich weniger geschickt formuliert und inszenatorisch weniger dicht.“